# 만사의 옥
만사의 옥(일본어: 蛮社の獄 반샤노고쿠[*])은 1839년(덴포 10년) 5월에 일어난 일본의 언론탄압 사건이다. 다카노 조에이, 와타나베 가잔 등의 난학자들이 모리슨 호 사건 및 에도 막부의 쇄국 정책을 비판했다는 이유로 체포되어 하옥되는 등 처벌을 받았다.